# Ilha Desolação

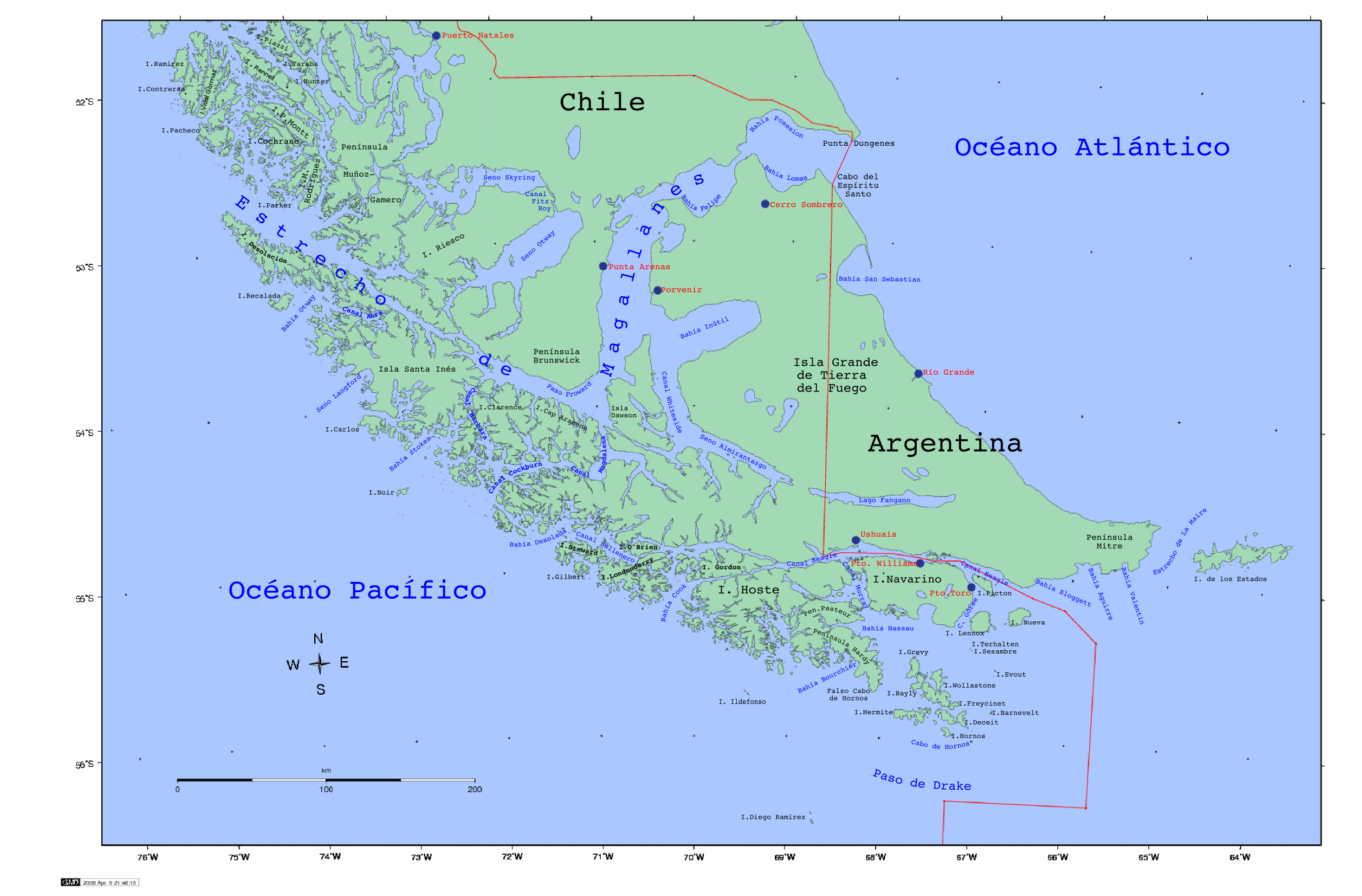
Ilha Desolação e estreito de Magalhães

A Ilha Desolação (em castelhano:  Isla Desolación) é uma ilha no extremo ocidental do Estreito de Magalhães, na região de Magalhães e Antártica Chilena, no sul do Chile. Pertence ao arquipélago da Terra do Fogo e tem 1352 km² de área. O ponto mais alto é o Monte Harte Dyke, com 1097 m.